# Heposaari (ö i Finland, Birkaland, Tammerfors, lat 61,71, long 23,58)
Heposaari är en ö i Finland. Den ligger i sjön Näsijärvi och i kommunen Ylöjärvi i den ekonomiska regionen Tammerfors och landskapet Birkaland, i den södra delen av landet, 190 km norr om huvudstaden Helsingfors. Öns area är 9,6 hektar och dess största längd är 0,7 kilometer i öst-västlig riktning.